# Rivalité entre MC Alger et ES Sétif
Le match MCA-ESS est une rencontre de football se déroulant annuellement depuis 1962.
Ce match voit s'affronter le doyen des clubs algériens et le club le plus populaire du pays, le MC Alger et le plus populaire de l'est et l'un des plus grands du pays, l'Entente de Sétif, considérés comme deux des clubs les plus populaires et les plus prestigieux d'Algérie, et qui sont depuis le début de championnat en rivalité pour la suprématie du football algérien.

## Comparaisons des titres
| Équipe   | Championnat | Ligue départementale | Coupe | Supercoupe | Coupe de la Ligue | Coupe départementale | Compétitions maghrébines | Compétitions arabes | Compétitions africaines |
| -------- | ----------- | -------------------- | ----- | ---------- | ----------------- | -------------------- | ------------------------ | ------------------- | ----------------------- |
| MC Alger | 7           | 2                    | 8     | 3          | 2                 | 2                    | 2                        | 0                   | 1                       |
| ES Sétif | 8           | 0                    | 8     | 2          | 0                 | 0                    | 3                        | 2                   | 4                       |
| Total    | 15          | 2                    | 16    | 5          | 2                 | 2                    | 5                        | 2                   | 5                       |

En gras, le club qui possède le plus grand nombre de titres que l'autre dans une compétition.

## Match par match
| Compétition                        | Match               | Lieu                         | Score               | Buteurs MCA                                                       | Buteurs ESS                                   |      |
| ---------------------------------- | ------------------- | ---------------------------- | ------------------- | ----------------------------------------------------------------- | --------------------------------------------- | ---- |
| Critérium d'honneur 1962-1963      | Groupes différents  | Groupes différents           | Groupes différents  | Groupes différents                                                | Groupes différents                            |      |
| Critérium d'honneur 1963-1964      | Groupes différents  | Groupes différents           | Groupes différents  | Groupes différents                                                | Groupes différents                            |      |
| 1964-1965 (04.10.1964)             | MC Alger - ES Sétif | Saint Eugéne (Bologhine)     | 1 - 1               | Oucif 52'                                                         | Koussim 68'                                   |      |
| 1964-1965 (07.03.1965)             | ES Sétif - MC Alger | Med. Guessab, Sétif          | 2 - 0               | -                                                                 | Koussim 33' et 61'                            |      |
| 1965-1966                          | Division différente | Division différente          | Division différente | Division différente                                               | Division différente                           |      |
| Coupe 1966-1967 (1/8) (26.02.1967) | ES Sétif - MC Alger | Saint Eugéne (Bologhine)     | 3 - 1               | Saâdi 35'                                                         | Salhi Abdelhamid 13' et 118', Kharchi 116'    |      |
| Coupe 1967-1968 (1/8) (04.02.1968) | ES Sétif - MC Alger | Ben Abdelmalek (Constantine) | 3 - 1               | Oucif 30'                                                         | Koussim 29' et 55'- Salhi Abdelhamid 83'      |      |
| 1968-1969 (29.09.1968)             | ES Sétif - MC Alger | Med. Guessab, Sétif          | 2 - 0               | -                                                                 | Kharchi Larbi 1' et 78'                       |      |
| 1968-1969 (02.03.1969)             | MC Alger - ES Sétif | Bologhine                    | 2 - 1               | Tahir 15' - Chouchi 60'                                           | Koussim 18'                                   |      |
| 1969-1970 (14.12.1969)             | ES Sétif - MC Alger | Med. Guessab, Sétif          | 0 - 1               | Tahir Hassen 10'                                                  | -                                             |      |
| 1969-1970 (19.04.1970)             | MC Alger - ES Sétif | Bologhine                    | 0 - 0               | -                                                                 | -                                             |      |
| 1970-1971 (11.10.1970)             | ES Sétif - MC Alger | Med. Guessab, Sétif          | 1 - 1               | Bachta 84'                                                        | Fellahi 46' pen                               |      |
| 1970-1971 (14.02.1971)             | MC Alger - ES Sétif | Bologhine                    | 1 - 1               | Tahir (1) 47'                                                     | Bouaoued 80'                                  |      |
| 1971-1972 (03.10.1971)             | MC Alger - ES Sétif | Bologhine                    | 4 - 0               | Landjerit 26', Betrouni 32' et 81', Tahir Hassen 64'              | /                                             |      |
| 1971-1972 (18.3.1972)              | ES Sétif - MC Alger | Med. Guessab, Sétif          | 1 - 1               | Tahir Hassen 60'                                                  | Salhi Abdelhamid 28'                          |      |
| 1972-1973 (5.11.1972)              | MC Alger - ES Sétif | 5-Juillet-1962               | 1 - 0               | Aizel (1) 48'                                                     | -                                             |      |
| 1972-1973 (22.4.1973)              | ES Sétif - MC Alger | Med. Guessab, Sétif          | 3 - 1               | Amrous Sadek 66'                                                  | Safsaf 20', Salhi Abdelhamid 44', Griche 57'  |      |
| 1973-1974 (25.11.1973)             | ES Sétif - MC Alger | Med. Guessab, Sétif          | 2 - 1               | Betrouni 45'                                                      | Griche 31', Benhenni 44'                      |      |
| 1973-1974 (4.4.1974)               | MC Alger - ES Sétif | 5-Juillet-1962               | 3 - 0               | Bachta 10', Betrouni 39' et 84'                                   | /                                             |      |
| 1974-1975 (13.10.1974)             | MC Alger - ES Sétif | 5-Juillet-1962               | 2 - 1               | Safsaf (csc 44')-Bachi 55'                                        | Griche 12'                                    |      |
| 1974-1975 (26.1.1975)              | ES Sétif - MC Alger | 8-Mai-1945                   | 1 - 0               | /                                                                 | Benhenni 79'                                  |      |
| 1975-1976 (21.9.1975)              | MC Alger - ES Sétif | 5-Juillet-1962               | 1 - 1               | Bencheikh 88'                                                     | Boukherrouba 61'                              |      |
| 1975-1976 (8.2.1976)               | ES Sétif - MC Alger | Med. Guessab, Sétif          | 1 - 0               | /                                                                 | Salhi Abdelhamid 22'                          |      |
| 1976-1977 (26.11.1976)             | ES Sétif - MC Alger | Med. Guessab, Sétif          | 2 - 2               | Bousri 51', Zenir 89'                                             | Salhi Abdelhamid 31', Salhi Layachi 55'       |      |
| 1976-1977 (13.5.1977)              | MC Alger - ES Sétif | 5-Juillet-1962               | 2 - 2               | Ait Hamouda 17' et 75'                                            | Fellahi 15', Griche 47'                       |      |
| 1977-1978 (25.11.1977)             | MC Alger - ES Sétif | 5-Juillet-1962               | 3 - 1               | Bencheikh 20' et 57'-Bellemou 49'                                 | Griche 60'                                    |      |
| 1977-1978 (24.3.1978)              | ES Sétif - MC Alger | Med. Guessab, Sétif          | 2 - 1               | Guechi (csc) 19'                                                  | Khalfa 13'-Griche 62'                         |      |
| 1978-1979 (13.10.1978)             | ES Sétif - MC Alger | Med. Guessab, Sétif          | 1 - 1               | Bousri 80'                                                        | Boumechada 30'                                |      |
| 1978-1979 (9.2.1979)               | MC Alger - ES Sétif | 5-Juillet-1962               | 2 - 1               | Ait Hamouda 13'-Mahiouz 61'                                       | Saoud 47'                                     |      |
| 1979-1980 (26.10.1979)             | MC Alger - ES Sétif | Bologhine                    | 1 - 0               | Hassena 35'                                                       | /                                             |      |
| 1979-1980 (7.3.1980)               | ES Sétif - MC Alger | 8-Mai-1945                   | 2 - 1               | Bellemou 66'                                                      | Oudina 18' (csc)-Griche 41'                   |      |
| 1980-1981 (30.9.1980)              | MC Alger - ES Sétif | Bologhine                    | 2 - 2               | Khellaf 2', Mechedal 75'                                          | Saoud 17', Cherifi 48'                        |      |
| 1980-1981 (6.2.1981)               | ES Sétif - MC Alger | 8-Mai-1945                   | 3 - 2               | Bouiche 60' et 84'                                                | Chaibi 29', Bendjaballah 59', Griche 77'      |      |
| 1981-1982 (9.10.1981)              | ES Sétif - MC Alger | 8-Mai-1945                   | 1 - 0               |                                                                   | Adjissa 33'                                   |      |
| 1981-1982 (25.12.1981)             | MC Alger - ES Sétif | Bologhine                    | 2 - 2               | Bousri 21' et 84'pen                                              | Bendjaballah 53' et 55'                       |      |
| 1982-1983 (12.11.1982)             | MC Alger - ES Sétif | 5-Juillet-1962               | 2 - 2               | Bouiche 39' et 54'                                                | Adjissa 13'-Bendjaballah Derradji 82'         |      |
| 1982-1983 (14.4.1983)              | ES Sétif - MC Alger | 8-Mai-1945                   | 5 - 1               | Bousri 80'                                                        | Rouai 20'-Adjissa 25' et 44'-Rais 71' et 75'  |      |
| 1983-1984 (23.9.1983)              | MC Alger - ES Sétif | 5-Juillet-1962               | 3 - 2               | Bencheikh 43', Bousri 49', Chadli (csc 72')                       | Gharib 27', Serrar 34'pen                     |      |
| 1983-1984 (20.1.1984)              | ES Sétif - MC Alger | 8-Mai-1945                   | 1 - 1               | Bouiche 75'                                                       | Serrar 20'                                    |      |
| 1984-1985 (5.10.1984)              | MC Alger - ES Sétif | 5-Juillet-1962               | 0 - 1               | /                                                                 | Adjas 88'                                     |      |
| 1984-1985 (8.2.1985)               | ES Sétif - MC Alger | 8-Mai-1945                   | 1 - 2               | Sebbar 4'-Meghichi 46'                                            | Bendjaballah Derradji 79'                     |      |
| 1985-1986                          | Division différente | Division différente          | Division différente | Division différente                                               | Division différente                           |      |
| 1986-1987 (19.9.1986)              | MC Alger - ES Sétif | Bologhine                    | 1 - 0               | Haouche 55'                                                       | /                                             |      |
| 1986-1987 (9.2.1987)               | ES Sétif - MC Alger | 8-Mai-1945                   | 2 - 0               | /                                                                 | Adjissa 68', Rouai 77'                        |      |
| 1987-1988 (25.12.1987)             | ES Sétif - MC Alger | 8-Mai-1945                   | 0 - 1               | Bouiche 23'                                                       | /                                             |      |
| 1987-1988 (5.7.1988)               | MC Alger - ES Sétif | Bologhine                    | 1 - 0               | Guettouche 88'                                                    | /                                             |      |
| 1988-1989                          | Division différente | Division différente          | Division différente | Division différente                                               | Division différente                           |      |
| 1989-1990 (22.12.1989)             | MC Alger - ES Sétif | Bologhine                    | 1 - 1               | Maza 42'                                                          | Rahmouni 10'                                  |      |
| 1989-1990 (17.05.1990)             | ES Sétif - MC Alger | Béjaïa                       | 1 - 1               | Maza 66'                                                          | Rahmouni 44'                                  |      |
| 1990-1991 (11.10.1990)             | ES Sétif - MC Alger | 8-Mai-1945                   | 2 - 0               | /                                                                 | Bendjaballa derradji 29'-Rahmouni 85'         |      |
| 1990-1991 (28.3.1991)              | MC Alger - ES Sétif | 5-Juillet-1962               | 2 - 0               | Meraga 34'-Maza 58'                                               | /                                             |      |
| 1991-1992 (26.9.1992)              | MC Alger - ES Sétif | Bologhine                    | 2 - 1               | Benmessahel 1', Boukhtouchène 30'                                 | Bourahli 75'                                  |      |
| 1991-1992 (2.3.1992)               | ES Sétif - MC Alger | 8-Mai-1945                   | 1 - 0               | /                                                                 | Adjas 80'                                     |      |
| 1992-1993 (14.10.1993)             | ES Sétif - MC Alger | 8-Mai-1945                   | 1 - 1               | Boukhtouchène 56e                                                 | Mehdaoui 63e                                  |      |
| 1992-1993 (4.3.1993)               | MC Alger - ES Sétif | 5-Juillet-1962               | 2 - 3               | Hedibel 35e, Benmessahel 44e                                      | Ziat 75e 85e, Leslous 82e                     |      |
| 1993-1994 (27.12.1993)             | MC Alger - ES Sétif | Bologhine                    | 1 - 1               | Ghouli 6'                                                         | Gharib 10'                                    |      |
| 1993-1994 (14.4.1994)              | ES Sétif - MC Alger | 8-Mai-1945                   | 0 - 0               | /                                                                 | /                                             |      |
| 1994-1995                          | Division différente | Division différente          | Division différente | Division différente                                               | Division différente                           |      |
| 1995-1996                          | Division différente | Division différente          | Division différente | Division différente                                               | Division différente                           |      |
| 1996-1997                          | Division différente | Division différente          | Division différente | Division différente                                               | Division différente                           |      |
| 1997-1998 (15.01.1997)             | ES Sétif - MC Alger | 8-Mai-1945                   | 2 - 1               | Mecheri 45e                                                       | Derbal 46e, Rahmouni 85e                      |      |
| 1997-1998 (07.05.1998)             | MC Alger - ES Sétif | 5-Juillet-1962               | 0 - 0               | /                                                                 | /                                             |      |
| 1998-1999                          | Groupe différent    | Groupe différent             | Groupe différent    | Groupe différent                                                  | Groupe différent                              |      |
| 1999-2000 (21.10.1999)             | MC Alger - ES Sétif | 5-Juillet-1962               | 1 - 1               | Rahmouni 90'                                                      | Fellahi 41'                                   |      |
| 1999-2000 (23.03.2000)             | ES Sétif - MC Alger | 8-Mai-1945                   | 2 - 0               |                                                                   | Fellahi 10', Achacha 66'                      |      |
| Coupe 1999-2000 (1/32)             | MC Alger - ES Sétif | Béjaia                       | 2 - 2               | Dob 9e 89e                                                        | Madoui 37e, Fellahi 58e                       |      |
| 2000-2001 (14.09.2000)             | MC Alger - ES Sétif | 5-Juillet-1962               | 1 - 3               | Dob Fodhil 75'                                                    | Fellahi 4', Mekhalfi 38', Bourahli 91'        |      |
| 2000-2001 (29.01.2001)             | ES Sétif - MC Alger | 8-Mai-1945                   | 2 - 2               | Bouras 48', Messaoudi 84'                                         | Belhamel 36', Bourahli 67'                    |      |
| 2001-2002 (13.9.2001)              | MC Alger - ES Sétif | 5-Juillet-1962               | 0 - 0               | /                                                                 | /                                             |      |
| 2001-2002 (18.2.2002)              | ES Sétif - MC Alger | 8-Mai-1945                   | 1 - 0               | /                                                                 | Fortas 57'                                    |      |
| 2002-2003                          | Division différente | Division différente          | Division différente | Division différente                                               | Division différente                           |      |
| 2003-2004 (28.08.2003)             | ES Sétif - MC Alger | 8-Mai-1945                   | 3 - 0               | /                                                                 | Fellahi 42', Mekhalfi 46', Abbaci 58'         |      |
| 2003-2004 (29.01.2004)             | MC Alger - ES Sétif | Omar-Hamadi (Bologhine)      | 2 - 0               | Benali 5', Deghiche 89'                                           | /                                             |      |
| 2004-2005 (6.08.2004)              | MC Alger - ES Sétif | Omar-Hamadi (Bologhine)      | 3 - 0               | Djabelkheir 12', Braham Chaouch 17'pen, Deham 67'                 | /                                             |      |
| 2004-2005 (18.01.2005)             | ES Sétif - MC Alger | 8-Mai-1945                   | 0 - 2               | Sidibé 82', Braham Chaouch 90'                                    | /                                             |      |
| 2005-2006 (14.11.2005)             | MC Alger - ES Sétif | 5-Juillet-1962               | 2 - 1               | Bouguéche 19', Badji 25'                                          | Keita 78'pen                                  |      |
| 2005-2006 (16.02.2006)             | ES Sétif - MC Alger | 8-Mai-1945                   | 2 - 0               | Benchaira 63', Benounès 85'                                       | /                                             |      |
| Coupe 2005-2006 (1/4) (04.05.2006) | MC Alger - ES Sétif | Bouira                       | 2 - 1               | Younes 38', Badji 62'                                             | Bourahli 93’pen                               |      |
| 2006-2007 (18.12.2006)             | ES Sétif - MC Alger | 8-Mai-1945                   | 2 - 0               | /                                                                 | Yekhlef 60', Adiko 90'                        |      |
| 2006-2007 (29.05.2007)             | MC Alger - ES Sétif | Mohamed-Benhaddad (Kouba)    | 1 - 1               | Bouguèche 43'                                                     | Maïza 62'                                     |      |
| Supercoupe 2007                    | MC Alger - ES Sétif | 5-Juillet-1962               | 4 - 0               | Younès 6e 58e, Belghomari 51e et Badji 54e                        | /                                             |      |
| 2007-2008 (06.09.2007)             | ES Sétif - MC Alger | 8-Mai-1945                   | 1 - 0               | /                                                                 | Touil 45e                                     |      |
| 2007-2008 (25.01.2008)             | MC Alger - ES Sétif | 5-Juillet-1962               | 1 - 1               | Belghomari 72e                                                    | Hadj Aïssa 55e                                |      |
| 2008-2009 (14/11/08)               | ES Sétif - MC Alger | 8-Mai-1945                   | 1 - 0               | /                                                                 | A. Ziaya 37e                                  |      |
| 2008-2009 (04/06/09)               | MC Alger - ES Sétif | Omar-Hamadi (Bologhine)      | 2 - 1               | S. Boumechra 30e 50e                                              | N. Hemani 60e                                 |      |
| 2009-2010 (09/02/10)               | MC Alger - ES Sétif | 5-Juillet-1962               | 1 - 1               | H. Bouguèche 52e                                                  | A. Laïfaoui 71e                               |      |
| 2009-2010 (22/05/10)               | ES Sétif - MC Alger | 8-Mai-1945                   | 2 - 1               | M. Derrag 4e                                                      | H. Metref 7e, N. Hemani 16e                   |      |
| 2010-2011 (31/12/10)               | ES Sétif - MC Alger | 8-Mai-1945                   | 2 - 2               | A. Mokdad 64e, R. Babouche 77e                                    | F. Daoud 67e (csc), A. Laïfaoui 90e           |      |
| 2010-2011 (21/05/11)               | MC Alger - ES Sétif | Omar-Hamadi (Bologhine)      | 1 - 1               | M. Derrag 32e                                                     | A. Hachoud 39e                                |      |
| 2011-2012 (20/09/11)               | MC Alger - ES Sétif | Omar-Hamadi (Bologhine)      | 1 - 0               | N. Yaâlaoui 16e                                                   | /                                             |      |
| 2011-2012 (27/01/12)               | ES Sétif - MC Alger | 8-Mai-1945                   | 0 - 1               | B. Attafen 90e                                                    | /                                             |      |
| 2012-2013 (26.11.2012)             | ES Sétif - MC Alger | 8-Mai-1945                   | 3 - 1               | Ghazi 16e                                                         | Djahnit 14e, Aoudia 18e, Ziti 86e             | 82   |
| 2012-2013 (07.05.2013)             | MC Alger - ES Sétif | 5-Juillet-1962               | 3 - 2               | Djallit 1re, Aksas 37e, Bouguèche 80e                             | Delhoum 30e, Koffi 43e                        | 83   |
| Coupe 2012-2013 (1/2) (12.04.2013) | MC Alger - ES Sétif | 5-Juillet-1962               | 3 - 2               | Bouguèche 8e, Djallit 21e (pen.), Besseghir 31e                   | Rachid Nadji 15e, Djahnit 69e                 | 84   |
| 2013-2014 (05/10/2013)             | ES Sétif - MC Alger | 8-Mai-1945                   | 2 - 1               | Hachoud 34e                                                       | Ziti 3e, Karaoui 20e                          | 85   |
| 2013-2014 (05/3/2014)              | MC Alger - ES Sétif | Omar-Hamadi (Bologhine)      | 1 - 1               | Hachoud 91e                                                       | Tiaiba 27e                                    | 86   |
| 2014-2015 (25/11/2014)             | ES Sétif - MC Alger | 8-Mai-1945                   | 2 - 1               | Zeghdane 69e                                                      | Megateli 15e, Benyettou 68e                   | 87   |
| 2014-2015 (21/3/2015)              | MC Alger - ES Sétif | Omar-Hamadi (Bologhine)      | 1 - 0               | Aouedj 50e                                                        | /                                             | 88   |
| 2015-2016 (26/12/2015)             | ES Sétif - MC Alger | 8-Mai-1945                   | 0 - 0               | /                                                                 | /                                             | 89   |
| 2015-2016 (27/5/2016)              | MC Alger - ES Sétif | Omar-Hamadi (Bologhine)      | 2 - 2               | Walid Derrardja 18e, Abderahmane Hachoud 32e                      | Zahir Nemdil 54e (pen.), Mohamed Mokdache 91e | 90   |
| 2016-2017 (01/10/2016)             | ES Sétif - MC Alger | 8-Mai-1945                   | 2 - 0               | /                                                                 | Hadouche 3e, Nadji 17e (pen.)                 | 91   |
| 2016-2017 (24/2/2017)              | MC Alger - ES Sétif | 5-Juillet-1962               | 1 - 2               | Mansouri 23e                                                      | Nadji 47e (pen.), Tambeng 78e                 | 92   |
| Coupe 2016-2017 (1/2) (24/6/2017)  | MC Alger - ES Sétif | Omar-Hamadi (Bologhine)      | 2 - 3a.p            | Aouedj 30e Bedbouda 117e                                          | Zitti 28e, Bedrane 99e, Djabou 115e           | 93   |
| 2017-2018 (09/9/2017)              | MC Alger - ES Sétif | Omar-Hamadi (Bologhine)      | 1 - 1               | Azzi Ayoub 26e                                                    | Abdelkader Bedrane 77e                        | 94   |
| 2017-2018 (20/1/2018)              | ES Sétif - MC Alger | 8-Mai-1945                   | 1 - 2               | Mohamed Souibaa 11e Hichem Nekkache 80e                           | Rachid Nadji 6e                               | 95   |
| LDC 2018, Gr. B (15.05.2018)       | ES Sétif - MC Alger | 8-Mai-1945                   | 0 - 1               | Amir Karaoui 89e                                                  | -                                             | 96   |
| LDC 2018, Gr. B (28.08.2018)       | MC Alger - ES Sétif | 5-Juillet-1962               | 1 - 2               | Walid Derrardja 41e                                               | Akram Djahnit 5e, Habib Bouguelmouna 27e      | 97   |
| 2018-2019 (01.09.2018)             | MC Alger - ES Sétif | 5-Juillet-1962               | 0 - 1               | /                                                                 | Akram Djahnit 50e                             | 98   |
| 2018-2019 (09.03.2019)             | ES Sétif - MC Alger | 8-Mai-1945                   | 2 - 0               | /                                                                 | E. Bouguelmouna 30e (pen.) 83e                | 99   |
| 2019-2020 (09.01.2020)             | MC Alger - ES Sétif | Omar-Hamadi (Bologhine)      | 1 - 2               | S.Froui 31e                                                       | A.kendouci 40e I.boussouf 50e                 | 100  |
| 2019-2020                          | ES Sétif -MC Alger  | Stade du 8-Mai-1945          | Annulé              | /                                                                 | /                                             | 101e |
| 2020-2021 (16.01.2021)             | ES Sétif - MC Alger | Stade du 8-Mai-1945          | 0 - 1               | N.Lamara 75e                                                      | /                                             | 101  |
| 2020-2021 (28.06.2021)             | MC Alger - ES Sétif | 5-Juillet-1962               | 3 - 2               | N.Lamara 38e A.Hachoud 68e J.Esso 87e                             | M.Amoura 17e 27e                              | 102  |
| 2021-2022 (17.12.2021)             | MC Alger - ES Sétif | 5-Juillet-1962               | 2 - 0               | M.Rebiai 54e S.Frioui 87e                                         |                                               | 103  |
| 2021-2022 (12.04.2022)             | ES Sétif - MC Alger | Stade du 8-Mai-1945          | 2 - 1               | A.Abdelhafid 90+3e                                                | A.Djahnit 1re A.Ghezala(csc) 57e              | 104  |
| 2022-2023 (11.12.2022)             | MC Alger - ES Sétif | Stade Omar-Benrabah          | 1 - 0               | C.Debbih 15e                                                      |                                               | 105  |
| 2022-2023 (10/07/2023)             | ES Sétif - MC Alger | 8-Mai-1945                   | 1 - 1               | O.Bouzekri 37e                                                    | Z.Boucif 87e                                  | 106  |
| 2023-2024 (06.10.2023)             | MC Alger - ES Sétif | Stade Omar-Benrabah          | 5 - 3               | S.Bayazid 10e (56) M.Halaimia 22e S.Bayazid 10e K.Merzougui 90+3e | Y.Zeghad 29e A.Oukil 42e S.Bouchama 80e       | 107  |

### Série d'invincibilité
| Club | Du                        | Au                            | Série               |
| ESS  | 2 mars 1992 ESS 1 - 0 MCA | 28 août 2003 ESS 3 - 0 MCA    | 15 matchs (7V - 8N) |
| MCA  | 2 mars 1969 MCA 2 - 1 ESS | 5 novembre 1972 MCA 1 - 0 ESS | 8 matchs (4V - 4N)  |

## Bilan
Mise à jour fin 2020/2021 (16.01.2021)
| Catégories          | matchs joués | victoires MCA | nuls | victoires ESS | buts MCA | buts ESS |
| ------------------- | ------------ | ------------- | ---- | ------------- | -------- | -------- |
| Championnat         | 98           | 31            | 32   | 35            | 117      | 123      |
| Coupe               | 6            | 2             | 1    | 3             | 11       | 14       |
| Supercoupe          | 1            | 1             | 0    | 0             | 4        | 0        |
| Ligue des champions | 2            | 1             | 0    | 1             | 2        | 2        |
| TOTAL               | 107          | 35            | 33   | 39            | 134      | 139      |

### Liste des stades; buteurs
| Stade                                     | Matchs | Victoires ESS | Nuls | Victoires MCA |
| ----------------------------------------- | ------ | ------------- | ---- | ------------- |
| Stade du 8-Mai-1945, Sétif                | 34     | 22            | 6    | 6             |
| Stade du 5-Juillet-1962, Alger            | 25     | 6             | 8    | 11            |
| Stade Omar-Hamadi (Bologhine), Alger      | 24     | 2             | 11   | 11            |
| Stade de Mohamed Guessab, Sétif           | 11     | 6             | 4    | 1             |
| Béjaïa                                    | 2      | 0             | 2    | 0             |
| Stade Mohamed-Benhaddad de Kouba, Alger   | 1      | 0             | 1    | 0             |
| Bouira                                    | 1      | 0             | 0    | 1             |
| Stade Ben Abdelmalek Ramdane, Constantine | 1      | 1             | 0    | 0             |
| Total                                     | 99     | 37            | 32   | 30            |

Dernière mise à jour après le match de championnat 2018-2019 (aller)